# From Ashes to New
From Ashes to New — американская рок-группа из Ланкастера. Группа получила множество положительных откликов от критиков. В настоящее время коллектив выпустил два EP и три студийных альбома на iTunes, Deezer, Google Play Music, Youtube Music и Amazon. Дебютный полноформатный альбом Day One вышел 26 февраля 2016 года.

## История
From Ashes to New была основана в 2013 году бывшими участниками инди-групп из родного города. Коллективу удалось набрать популярность с помощью аккаунтов Facebook и Instagram перед релизом своего первого мини-альбома. В 2015 группа выпустила второй EP, Downfall перед дебютным альбомом, который выпущен в 2016. 7 января 2016 группа выпустила сингл «Same Old Story». Первый полноформатный альбом под названием  Day One  вышел 26 февраля 2016. 20 февраля 2016 года Day One был «слит» в сеть.
29 сентября 2016 года  вышел сингл «The Last Time» с участием Deuce из Hollywood Undead. 9 декабря 2016 года группа выпустила  песню «Hail The Crown» специально для шоу WWE. 17 декабря вышел Deluxe Edition дебютного альбома Day One.
11 марта 2017 года группа на своем стриме в фейсбуке заявила, что Крис Массер и Тим Д’Онофрио покидают группу по личным причинам.

## Музыкальный стиль
Стиль From Ashes to New чаще всего определяют как рэп-метал, ню-метал и альтернативный метал.
На группу повлияли такие исполнители, как Bone Thugs-n-Harmony, Korn, Hollywood Undead, Skrillex, Sevendust, Breaking Benjamin, Eminem, DMX, Drag-On, Pantera, Glassjaw, Alexisonfire, Alice in Chains, Of Mice & Men, Linkin Park, Papa Roach, и Falling In Reverse.

## Участники
Текущий состав
- Дэнни Кейс (Danny Case) — вокал (ведущий / скриминг) (2017-настоящее время)
- Мэтт Брэндиберри (Matt Brandyberry) — вокал (рэп / скриминг), клавишные (2013–настоящее время), соло-гитара (2013)
- Лэнс Даудл (Lance Dowdle) — соло-гитара, бэк-вокал (2015–настоящее время)
- Мэт Мадиро (Mat Madiro) — ударные (2017-настоящее время)

Бывшие
- Дэн Кекки (Dan Kecki) — соло-гитара, бэк-вокал (2013–2015)
- Гаррет Рассел (Garrett Russell) — бас-гитара (2013–2015)
- Джон-Микель Вэльюдс (Jon-Mikel Valudes) — ударные (2013–2014)
- Тим Д'онофрио (Tim D'onofrio) — ударные (2014–2017)
- Крис Массер (Chris Musser) — вокал (чистый, скриминг) (2013–2017)
- Брэнден "Бу" Крэйдер (Branden "Boo" Kreider) — ритм-гитара, бэк-вокал (2013–2019)

## Дискография

### Студийные альбомы
| Название   | Информация                                                                                  | Позиция в чартах | Позиция в чартах | Позиция в чартах | Позиция в чартах | Позиция в чартах |
| Название   | Информация                                                                                  | US               | US Alt.          | US Hard          | US Indie         | US Rock          |
| ---------- | ------------------------------------------------------------------------------------------- | ---------------- | ---------------- | ---------------- | ---------------- | ---------------- |
| Day One    | - Релиз: 26 февраля 2016 - Лейбл: Endurance Music Group - Формат: CD • Цифровая дистрибуция | 53               | 4                | 2                | 5                | 6                |
| The Future | - Релиз: 20 апреля 2018 - Лейбл: Endurance Music Group - Формат: CD • Цифровая дистрибуция  | 163              | 18               | 14               | 10               | 38               |
| Panic      | - Релиз: 28 августа 2020 - Лейбл: Endurance Music Group - Формат: CD • Цифровая дистрибуция | —                | —                | —                | —                | —                |
| Blackout   | - Релиз: 28 июля 2023 - Лейбл: Better Noise Music - Формат: CD • Цифровая дистрибуция       | —                | —                | —                | —                | —                |

### Мини-альбомы
| №                   | Название                | Длительность |
| ------------------- | ----------------------- | ------------ |
| 1.                  | «Stay This Way»         | 3:55         |
| 2.                  | «Live Again»            | 3:22         |
| 3.                  | «I Will Show You»       | 3:11         |
| 4.                  | «Destruction of Myself» | 3:43         |
| 5.                  | «My Fight»              | 3:21         |
| Общая длительность: | Общая длительность:     | 16:52        |

| №                   | Название                             | Длительность |
| ------------------- | ------------------------------------ | ------------ |
| 1.                  | «Enough»                             | 3:13         |
| 2.                  | «Faint»                              | 2:47         |
| 3.                  | «BulIetproof» (feat. Johnny 3 Tears) | 3:27         |
| 4.                  | «Bring Me to Life»                   | 3:52         |
| 5.                  | «Forgotten»                          | 3:51         |
| Общая длительность: | Общая длительность:                  | 15:90        |

| №                   | Название                          | Длительность |
| ------------------- | --------------------------------- | ------------ |
| 1.                  | «Light Up the Sky»                | 3:29         |
| 2.                  | «Decode» (feat. Caitlin De Ville) | 4:16         |
| 3.                  | «Nightmare» (A7X Cover)           | 6:07         |
| 4.                  | «Forgot About Dre»                | 4:10         |
| 5.                  | «Finally See»                     | 3:42         |
| Общая длительность: | Общая длительность:               | 21:04        |

| №                   | Название                             | Длительность |
| ------------------- | ------------------------------------ | ------------ |
| 1.                  | «Wait for Me» (feat. Trevor McNevan) | 3:09         |
| 2.                  | «Tears Don't Fall»                   | 5:54         |
| 3.                  | «Already Gone»                       | 4:01         |
| 4.                  | «Beat It»                            | 3:46         |
| 5.                  | «Gone Forever»                       | 3:54         |
| Общая длительность: | Общая длительность:                  | 19:64        |

## Синглы

### Официальные синглы
| Год  | Название                                       | Альбом                            |
| ---- | ---------------------------------------------- | --------------------------------- |
| 2013 | «Stay This Way»                                | From Ashes to New — EP            |
| 2015 | «Through It All»                               | Day One                           |
| 2016 | «Lost And Alone»                               | Day One                           |
| 2016 | «Breaking Now»                                 | Day One                           |
| 2018 | «Crazy»                                        | The Future                        |
| 2018 | «Broken»                                       | The Future                        |
| 2019 | «My Name»                                      | The Future                        |
| 2019 | «Every Second» (feat. Eva Under Fire)          | без альбома                       |
| 2020 | «Panic»                                        | Panic                             |
| 2020 | «Scars That I'm Hiding» (feat. Anders Fridén)  | без альбома                       |
| 2020 | «Bulletproof»                                  | Panic                             |
| 2021 | «Light Up The Sky»                             | Quarantine Chronicles Vol. 2 — EP |
| 2021 | «Wait For Me» (feat. Trevor McNevan)           | Quarantine Chronicles Vol. 3 — EP |
| 2022 | «Heartache                                     | Blackout                          |
| 2022 | «Until We Break» (feat. Matty Mullins)         | Blackout                          |
| 2023 | «Nightmare»                                    | Blackout                          |
| 2023 | «Hate Me Too»                                  | Blackout                          |
| 2023 | «Armageddon»                                   | Blackout                          |
| 2023 | «Monster In Me»                                | Blackout                          |
| 2023 | «Thriller» (with No Resolve)                   | без альбома                       |
| 2024 | «Barely Breathing» (feat. Against The Current) | Blackout (Deluxe)                 |
| 2024 | «One Foot In The Grave» (feat. Aaron Pauley)   | Blackout (Deluxe)                 |
| 2024 | «Live Before I'm Dead (Hours)»                 | Blackout (Deluxe)                 |
| 2025 | «New Disease»                                  | TBA                               |

### Промо-синглы
| Год  | Название                          | Альбом                            |
| ---- | --------------------------------- | --------------------------------- |
| 2013 | «My Fight»                        | From Ashes to New — EP            |
| 2014 | «I Will Show You»                 | From Ashes to New — EP            |
| 2015 | «Downfall»                        | Day One                           |
| 2016 | «Same Old Story»                  | Day One                           |
| 2016 | «The Last Time» (feat. Deuce)     | Day One                           |
| 2018 | «Finally See»                     | Quarantine Chronicles Vol. 2 — EP |
| 2018 | «Make Everything Ok»              | без альбома                       |
| 2018 | «Light It Up»                     | без альбома                       |
| 2018 | «The Future»                      | The Future                        |
| 2018 | «Pray for Me»                     | без альбома                       |
| 2020 | «What I Get»                      | Panic                             |
| 2022 | «All I Want For Christmas Is You» | без альбома                       |

### Как приглашённый артист
| Год  | Название | Альбом                |
| ---- | --- | --------------------- |
| 2019 | «Yuve Yuve Yu» (The Hu featuring From Ashes to New)                                                                                  | The Gereg             |
| 2021 | «No Change» (Twiztid featuring From Ashes to New)                                                                                    | Unlikely Prescription |
| 2021 | «Victory» (Fire From the Gods featuring From Ashes to New)                                                                           | без альбома           |
| 2022 | «The Retaliators Theme (21 Bullets)» (The Retaliators, Mötley Crüe & Asking Alexandria featuring Ice Nine Kills & From Ashes to New) | без альбома           |
| 2024 | «XOXO» (Blind Channel featuring From Ashes to New)                                                                                   | EXIT EMOTIONS         |

## Видеография
| Год                     | Клип | Режиссёр            | Альбом                            | Примечание |
| ----------------------- | --- | ------------------- | --------------------------------- | ---------- |
| 2013                    | - Stay This Way | Дэвид Б. Годин      | From Ashes to New — EP            |            |
| 2015                    | - Through It All | Джим Фостер         | Day One                           |            |
| 2016                    | - Lost And Alone | неизвестно          | Day One                           |            |
| 2016                    | - Breaking Now | Ори МакДжиннес      | Day One                           |            |
| 2017                    | - Lost And Alone (Alternative Version)                                                                                           | Джим Фостер         | Day One                           |            |
| 2018                    | - Crazy | Рауль Гонзо         | The Future                        |            |
| 2018                    | - Broken | Патрик Тохилл       | The Future                        |            |
| 2019                    | - My Name | Джош Адамс          | The Future                        |            |
| 2019                    | - Every Second (feat. Eva Under Fire)                                                                                            | Робин Август        | без альбома                       |            |
| 2020                    | - Panic | Джосайя Мур         | Panic                             |            |
| 2020                    | - Scars That I'm Hiding (feat. Anders Fridén)                                                                                    | неизвестно          | Panic                             |            |
| 2020                    | - Bulletproof | неизвестно          | Panic                             |            |
| 2021                    | - Light Up The Sky | Клинт Тастин        | Quarantine Chronicles Vol. 2 — EP |            |
| 2021                    | - Wait For Me (feat. Trevor McNevan)                                                                                             | ДжосайяИкс          | Quarantine Chronicles Vol. 3 — EP |            |
| 2022                    | - Heartache | ДжосайяИкс          | Blackout                          |            |
| 2022                    | - Until We Break (feat. Matty Mullins)                                                                                           | Эрик ДиКарло        | Blackout                          |            |
| 2022                    | - All I Want For Christmas Is You                                                                                                | неизвестно          | без альбома                       |            |
| 2023                    | - Nightmare | ДжосайяИкс          | Blackout                          |            |
| 2023                    | - Hate Me Too | ДжосайяИкс          | Blackout                          |            |
| 2023                    | - Hate Me Too (Alternative Version)                                                                                              | Майкл Ломбарди      | Blackout                          |            |
| 2023                    | - Armageddon | Эрик ДиКарло        | Blackout                          |            |
| 2023                    | - Monster In Me | Дженсен Ной         | Blackout                          |            |
| 2023                    | - Thriller (with No Resolve) | Дрейк Уэлтон        | без альбома                       |            |
| 2024                    | - Barely Breathing (feat. Against The Current)                                                                                   | ДжосайяИкс          | Blackout (Deluxe)                 |            |
| 2024                    | - One Foot In The Grave (feat. Aaron Pauley)                                                                                     | ДжосайяИкс          | Blackout (Deluxe)                 |            |
| 2024                    | - Live Before I'm Dead (Hours)                                                                                                   | ДжосайяИкс          | Blackout (Deluxe)                 |            |
| Как приглашённый артист | |                     |                                   |            |
| 2019                    | - Yuve Yuve Yu (The Hu featuring From Ashes to New)                                                                              | неизвестно          | The Gereg                         |            |
| 2021                    | - No Change (Twiztid featuring From Ashes to New)                                                                                | A Danger Within     | Unlikely Prescription             |            |
| 2021                    | - Victory (Twiztid featuring From Ashes to New)                                                                                  | неизвестно          | без альбома                       |            |
| 2022                    | - The Retaliators Theme (21 Bullets) (The Retaliators, Mötley Crüe & Asking Alexandria feat. Ice Nine Kills & From Ashes to New) | Райли Эндрю Донахью | без альбома                       |            |

## Сноски
1. ↑  David Jeffries. From Ashes To New - iTunes (biography). itunes.apple.com. Дата обращения: 23 октября 2015. Архивировано 6 марта 2016 года.
2. ↑  Alice Roques. INTERVIEW: FROM ASHES TO NEW. Rock Revolt Magazine. Дата обращения: 23 октября 2015. Архивировано 20 ноября 2015 года.
3. ↑  Day One. iTunes. Дата обращения: 16 февраля 2016. Архивировано 6 марта 2016 года.
4. ↑  Jackie Cular. All Access Q&A with From Ashes to New at Rock on the Range. All Access Music (29 мая 2015). Дата обращения: 16 февраля 2016. Архивировано 20 февраля 2016 года.
5. ↑  Tom Murphy. From Ashes to New Turns Into a Real Band, Thanks to Social Media. Westword (10 ноября 2015). Дата обращения: 25 сентября 2020. Архивировано 12 июня 2018 года.
6. ↑  Ken. FROM ASHES TO NEW Release Music Video for “Through It All”. HighWire Daze (13 ноября 2015). Дата обращения: 16 февраля 2016. Архивировано 19 февраля 2016 года.
7. ↑  Liz Ramanand. Vamps Rock New York City With Like a Storm and From Ashes to New. Loudwire (13 мая 2015). Дата обращения: 16 февраля 2016. Архивировано 1 февраля 2016 года.
8. ↑  Shawn Christ. From Ashes to New's Chris Musser on 'Downfall' EP, Hollywood Undead and Rock on the Range 2015 [EXCLUSIVE INTERVIEW]. Music Times (8 апреля 2015). Дата обращения: 16 февраля 2016. Архивировано 4 февраля 2016 года.
9. ↑  Curt Miller. The Mythical Phoenix Fully Embodied: An Exclusive Interview With FROM ASHES TO NEW. KNAC.COM (11 июля 2015). Дата обращения: 16 февраля 2016. Архивировано 22 июля 2016 года.
10. ↑  Kelly Geist. From Ashes to New Vocalist Matt Brandyberry. National Rock Review (18 января 2016). Дата обращения: 16 февраля 2016. Архивировано 1 февраля 2016 года.
11. ↑  SethM. Interview with From Ashes to New, a band you need the check out today! ZTPMag (9 января 2015). Дата обращения: 16 февраля 2016. Архивировано из оригинала 13 августа 2017 года.
12. ↑  From Ashes to New: Billboard 200. Billboard.com. Дата обращения: 13 ноября 2018. Архивировано 20 августа 2019 года.
13. ↑  From Ashes to New: Alternative Albums. Billboard.com. Дата обращения: 13 ноября 2018. Архивировано 19 августа 2019 года.
14. ↑  From Ashes to New: Hard Rock Albums. Billboard.com. Дата обращения: 13 ноября 2018. Архивировано 19 августа 2019 года.
15. ↑  From Ashes to New: Independent Albums. Billboard.com. Дата обращения: 13 ноября 2018. Архивировано 20 августа 2019 года.
16. ↑  From Ashes to New: Top Rock Albums. Billboard.com. Дата обращения: 13 ноября 2018. Архивировано 19 августа 2019 года.
17. ↑  Альбом «From Ashes to New - EP». Apple Music. Дата обращения: 10 декабря 2013.
18. ↑  Альбом «Quarantine Chronicles Vol. 1» - EP. Apple Music. Дата обращения: 25 июня 2021. Архивировано 21 октября 2022 года.
19. ↑  Альбом «Quarantine Chronicles Vol. 2» - EP. Apple Music. Дата обращения: 13 августа 2021. Архивировано 21 октября 2022 года.
20. ↑  Альбом «Quarantine Chronicles Vol. 3» - EP. Apple Music. Дата обращения: 15 октября 2021. Архивировано 21 октября 2022 года.